# أبو سفيان بن حرب
أبُو سُفْيان صَخْرُ بن حَرْب بن أُمَيَّة بن عبدِ شَمْس القُرَشيُّ (57 ق هـ - 31 هـ / 567 - 652 م) صحابي من سادات قريش و مكة قبل الإسلام. وهو والد معاوية بن أبي سفيان مؤسس الدولة الأموية. كان تاجرًا واسعَ الثراء، وزعيم أشراف قريش الذين عارضوا النبيَّ محمَّدًا ﷺ ودعوته قبل إسلامه.
عادى الإسلام والمسلمين، وكان قائدَ جيش المشركين في غزوة أحد، وقائدَ جيوش الأحزاب في غزوة الخندق، وأمر بحِصار المدينة في غزوة الخندق. هادن المسلمين في صُلح الحُدَيبِية، ثم أسلم عند فتح مكة. ورفع النبيُّ من شأنه، فأمَّن كلَّ من يدخل داره، وولَّاه على نجران. ثم خرج مع المسلمين في فتوحهم وغزَواتهم، فاشترك في حُنَينٍ والطائف، ففُقِئت عينه يوم الطائف، ثم فُقئت الأُخرى يوم اليرموك، فعَمِي. توفي عن 88 سنة في العام 31هـ.

## نسبه
- هو: أبو سفيان واسمه صخر بن حرب بن أمية بن عبد شمس بن عبد مناف بن قصي بن كلاب بن مرة بن كعب بن لؤي بن غالب بن فهر بن مالك بن النضر بن كنانة بن خزيمة بن مدركة بن إلياس بن مضر بن نزار بن معد بن عدنان.[2] وكنيته أبو سفيان وكذلك أبو حنظلة.
- أمه: صفية بنت حزن بن بجير بن الهزم بن رويبة بن عبد الله بن هلال بن عامر بن صعصعة بن معاوية بن بكر بن هوازن بن منصور بن عكرمة بن خصفة بن قيس عيلان بن مضر بن نزار بن معد بن عدنان. وهي عمة أم المؤمنين ميمونة بنت الحارث.

وكان أبو سفيان في شبابه سيد بني عبد شمس بن عبد مناف، ثم نال سيادة جميع بطون قريش بعد معركة بدر بعد مقتل عتبة بن ربيعة العبشمي وأبو جهل عمرو بن هشام المخزومي، ثم نال سيادة جميع فروع قبيلة كنانة في معركة أحد وبقي على هذا حتى فتح مكة.
وكان أبوه حرب بن أمية قائد جيوش بني كنانة في حرب الفجار ضد قبائل قيس عيلان وهو أول من كتب باللغة العربية، وأخته هي أم جميل أروى بنت حرب التي ذكرت في القرآن الكريم بوصف حمالة الحطب، وابنته هي أم المؤمنين رملة بنت أبي سفيان وزوجة رسول الله صلى الله عليه وسلم وابنه معاوية بن أبي سفيان هو أول خلفاء الدولة الأموية.

### زوجاته
- صفية بنت أبي العاص بن أمية بن عبد شمس بن عبد مناف بن قصي بن كلاب بن مرة بن كعب بن لؤي بن غالب بن فهر بن مالك بن النضر بن كنانة بن خزيمة بن مدركة بن إلياس بن مضر بن نزار بن معد بن عدنان. أنجبت له حنظلة وهو بكره وكذلك أم المؤمنين أم حبيبة وأميمة.
- هند بنت عتبة بن ربيعة بن عبد شمس بن عبد مناف بن قصي بن كلاب بن مرة بن كعب بن لؤي بن غالب بن فهر بن مالك بن النضر بن كنانة بن خزيمة بن مدركة بن إلياس بن مضر بن نزار بن معد بن عدنان. وأنجبت له معاوية وعتبة وجويرية وأم الحكم.
- زينب بنت نوفل بن خلف بن قوالة بن جذيمة بن علقمة بن فراس بن غنم بن ثعلبة بن مالك بن كنانة بن خزيمة بن مدركة بن إلياس بن مضر بن نزار بن معد بن عدنان. وأنجبت له يزيد.
- عاتكة بنت أبي أزيهر بن أنيس بن الخيسق بن مالك بن سعد بن كعب بن الحارث بن عبد الله بن عامر بن يشكر بن مبشر بن صعب بن دهمان بن نصر بن زهران بن كعب بن الحارث بن كعب بن عبد الله بن مالك بن نصر بن الأزد. وأنجبت له محمد وعنبسة.
- صفية بنت أبي عمرو بن أمية بن عبد شمس بن عبد مناف بن قصي بن كلاب بن مرة بن كعب بن لؤي بن غالب بن فهر بن مالك بن النضر بن كنانة بن خزيمة بن مدركة بن إلياس بن مضر بن نزار بن معد بن عدنان. وأنجبت له عمرو وعمر وصخرة وهند وأمينة.
- إمامة بنت سفيان بن وهب بن الأشيم، من بني الحارث بن عبد مناة بن كنانة بن خزيمة بن مدركة بن إلياس بن مضر بن نزار بن معد بن عدنان. وأنجبت له رملة الصغرى.
- لبابة بنت أبي العاص بن أمية بن عبد شمس بن عبد مناف بن قصي بن كلاب بن مرة بن كعب بن لؤي بن غالب بن فهر بن مالك بن النضر بن كنانة بن خزيمة بن مدركة بن إلياس بن مضر بن نزار بن معد بن عدنان. وأنجبت له ميمونة.

### أولاده
| 1. حنظلة بن أبي سفيان قتل يوم بدر كافرا. 2. معاوية بن أبي سفيان. 3. عتبة بن أبي سفيان. 4. محمد بن أبي سفيان. 5. عمرو بن أبي سفيان. 6. عمر بن أبي سفيان. 7. يزيد بن أبي سفيان. | 1. أم حبيبة رملة بنت أبي سفيان أم المؤمنين 2. أميمة بنت أبي سفيان وهي أم حبيب. 3. جويرية بنت أبي سفيان. 4. أم الحكم بنت أبي سفيان. 5. عنبسة بن أبي سفيان. | 1. صخرة بنت أبي سفيان. 2. هند بنت أبي سفيان. 3. أمينة بنت أبي سفيان 4. رملة الصغرى بنت أبي سفيان 5. ميمونة بنت أبي سفيان. 6. عزة بنت أبي سفيان |

## مواقفه قبل الإسلام
كان أبو سفيان قبل الإسلام أحد رجال قريش الكبار، وصارت إليه راية الرؤساء في قريش بعد مقتل أبي جهل في غزوة بدر، وكان من رؤساء المشركين في حرب الإسلام في بدء الدعوة النبوية وقاد قريشاً في حربهما المسلمين يوم أحد ويوم الخندق. وكان رسول الله قد تزوج ابنته أم حبيبة وأبو سفيان لا يزال مشركاً، وأقرّ أبو سفيان زواج الرسول منها، فكان بذلك حما النبي.

## إسلامه وجهاده
أسلم أبو سفيان يوم فتح مكة سنة ثمانية للهجرة، وعقب قول رسول الله: «من دخل البيت الحرام كان آمناً، ومن دخل دار أبي سفيان كان آمناً»، وحسُن إسلامه برأي معظم المؤرخين وأصحاب السِّير،
جاء إلى الرسول صلى الله عليه وسلم لما أسلم وقال: يا رسول الله مرني حتى أقاتل الكفار كما كنت أقاتل المسلمين.
قال: «نعم»، قال: ومعاوية تجعله كاتبا بين يديك.
قال: «نعم».
ثم سأل أن يزوج رسول الله صلى الله عليه وسلم بابنته، وهي عزة بنت أبي سفيان واستعان على ذلك بأختها أم حبيبة، فلم يقع ذلك، وبيّن رسول الله صلى الله عليه وسلم أن ذلك لا يحل له. وشهد حُنيناً مع النبي، وأعطاه من غنائمها مئة بعير وأربعين أوقية، ثم شهد فتح الطائف معه، ثم شهد اليرموك تحت راية ولده يزيد بن أبي سفيان وهو في عمر 72 سنة.

## وفاته
توفي أبو سفيان بالمدينة المنورة سنة 31 هـ / 652 م، وله نحو من تسعين سنة، وصلَّى عليه عثمان بن عفان، وقيل ابنه معاوية بن أبي سفيان، ودُفن في البقيع.

## أبو سفيان في الأفلام والمسلسلات
- 1964: فيلم هجرة الرسول، أدَّى دور أبي سفيان الممثل محمد أباظة.
- 1971: فيلم فجر الإسلام، أدَّى دور أبي سفيان الممثل سعيد خليل.
- 1972: فيلم الشيماء عن قصة حياة الشيماء بطولة سميرة أحمد، أدَّى دور أبي سفيان الممثل محسن سرحان.
- 1976: فيلم الرسالة عن قصة الرسالة النبوية والإسلام بطولة عبد الله غيث، أدَّى دور أبي سفيان الممثل حمدي غيث.
- 1981: مسلسل الكعبة المشرَّفة، أدَّى دور أبي سفيان الممثل عبد الغفار عودة.
- 1983: مسلسل عَمرو بن العاص عن قصَّة حياة عمرو بن العاص بطولة مجدي وهبة، أدَّى دور أبي سفيان الممثل أحمد مظهر.
- 1993: مسلسل الوعد الحق، أدَّى دور أبي سفيان الممثل أحمد خليل.
- 2003: مسلسل رجل الأقدار عن قصَّة حياة عَمرو بن العاص بطولة نور الشريف، أدَّى دور أبي سفيان الممثل فهمي الخولي.
- 2007: مسلسل خالد بن الوليد عن قصَّة حياة خالد بن الوليد بطولة سامر المصري، أدَّى دور أبي سفيان الممثل تيسير إدريس.
- 2008: مسلسل قمر بني هاشم عن قصَّة حياة سيدنا محمد بطولة رشيد عساف، أدَّى دور أبي سفيان الممثل نجاح سفكوني.
- 2009: فيلم الخوافي والقوادم في نصرة الإسلام، أدَّى دور أبي سفيان الممثل علي كريم.
- 2009: مسلسل صدق وعده بطولة خالد النبوي، أدَّى دور أبي سفيان الممثل جهاد سعد.
- 2010: مسلسل رايات الحق عن حُكم أبي بكر الصدِّيق وعمر بن الخطَّاب، أدَّى دور أبي سفيان الممثل نضير لكود.
- 2012: مسلسل عمر عن قصة حياة عمر بن الخطاب بطولة سامر إسماعيل، أدَّى دور أبي سفيان الممثل فتحي الهداوي.
- 2013: مسلسل خيبر عن قصة غزوة خيبر بطولة أيمن زيدان، أدَّى دور أبي سفيان الممثل جواد الشكرجي.
- 2025: مسلسل معاوية عن سيرة حياة مؤسس الدولة الأموية معاوية بن أبي سفيان، أدَّى دور أبي سفيان الممثل فادي صبيح.[4]